# Phytomyza sedi
Phytomyza sedi este o specie de muște din genul Phytomyza, familia Agromyzidae, descrisă de Johann Heinrich Kaltenbach în anul 1869.
Este endemică în Germania. Conform Catalogue of Life specia Phytomyza sedi nu are subspecii cunoscute.